# 神明ホールディングス
株式会社神明ホールディングス（しんめいホールディングス、英: SHINMEI HOLDINGS CO., LTD.）は、兵庫県神戸市中央区に本社を置く持株会社。ここでは、事業子会社の株式会社神明（しんめい〈4代〉、英: SHINMEI CO.,LTD.）についても記述する。

## 概要
1902年創業の精米卸販売の老舗業者であり、コメ卸業者としては国内最大手である。2008年度産米から国産米の輸出を取り扱い、2012年度産米は、1000tを輸出して日本の米総輸出量の2分の1を占める。
元々は本社所在地の兵庫県を中心に関西地方で展開していたが、1990年代から全国に工場や営業所を設立し、スーパーマーケットや大手量販店などにも精米を卸している。神明HDは非上場会社だがグループ内に上場会社をもち、取扱品目は米穀類の他にも、青果物、水産物、外食、中食、菓子、乾麺など多岐にわたる。
2018年10月1日付で純粋持株会社へ移行。株式会社神明ホールディングスへと商号変更のうえ、グループ管理以外の事業を新設した神明（4代、東京都）へ承継した。

## 主な商品

### 米
- あかふじ米 - ブレンド米
- ご当地精米 - 全国各地の産地米
- 150g 小分け鮮度パック
- 健康玄米
- 簡単おいしい玄米
- 10分ごはんシリーズ

### 原材料
- 小麦粉
- 糖類
- 油脂

### 加工品
- 乾麺
- 餅
- 調味料

## 沿革
出典：

### 神明
- 1902年 - 創業。
- 1950年10月 - 神戸精米株式会社設立。
- 1951年2月 - 主要食糧卸売販売業者として登録。
- 1957年1月 - 砂糖、飼料、食用油、化学調味料の取引開始。
- 1972年4月 - 株式会社神明に商号変更。
- 1996年 - 東京に事務所を設立。
- 2005年
  - 1月 - 東京中央食糧（後の神明きっちん）を子会社化、同社所在地を関東支社に改める。
  - 6月 - 連結子会社として、神明ロジスティクスを設立。
- 2007年11月 - 連結子会社として、ウーケを設立。
- 2009年3月6日 - 上場系列会社である増田製粉所の経営権を、日東富士製粉に譲渡[3]。
- 2010年4月 - 三菱商事との資本業務提携を締結[4]。
- 2011年11月 - アメリカ現地法人として、SHINMEI U.S.A. CORPORATION（カリフォルニア州）を設立。
- 2012年
  - 広島県尾道市に中四国工場を竣工。
  - 2月 - 中国現地法人として、成都栄町食品有限公司（四川省）を設立。
  - 5月 - グルメ杵屋および元気寿司との資本業務提携[5][6]。
- 2013年
  - 4月1日 - 香港現地法人として、Shinmei Asia Limited.を設立[7]。
  - 11月29日 - カッパ・クリエイトホールディングス（現：カッパ・クリエイト）との業務提携契約を締結[8]。

### 神明ホールディング
- 2014年
  - 1月6日 - 6次産業化への支援を目的として、神明アグリイノベーション（初代）[注釈 1]を設立[9][10]。
  - 4月1日 - 事業持株会社に移行[11]。
    1. 新設分割により、神明（初代）の精米及び食品の販売・食品仕入機能を神明（2代）に承継。
    2. 初代法人は株式会社神明ホールディングに商号変更。

  - 5月12日 - 関連会社の神明アグリイノベーション（初代）がSMBC6次産業化ファンド[注釈 2]からの出資を引受け、グループから離脱[12]。
  - 10月27日 - カッパ・クリエイトHDとの資本業務提携を解消[13]。
  - 11月17日 - 宇都宮大学およびローソンとの連携協定を締結[14]。
  - 12月26日 - コメックス（現：Shinmei Delica）の株式85%を伊藤忠食糧（伊藤忠商事子会社）から取得[15]。
- 2015年
  - 4月1日 - 純粋持株会社に移行、米穀仕入・販売機能を神明アグリおよび神明（2代）に移管[16]。
  - 6月17日 - 元気寿司を子会社化[17]。

### 神明（3代）
- 2016年
  - 1月22日 - ワタミとの資本業務提携を締結、同社の株式4.19％を取得[18][19]。
  - 10月 - 神明（2代）を吸収合併し、株式会社神明（3代）に商号変更。
- 2017年3月31日
  - 東果大阪の株式取得、子会社化[20]。
  - 神戸まるかんの株式取得、子会社化[21]。
  - 4月1日 - 連結子会社の神明デリカ（旧コメックス）とイーグルデリカの合併により、Shinmei Delica発足[22]。
  - 5月1日 - ゴダックの株式取得、子会社化[23]。
  - 5月10日 - ショクブンの株式の16％を取得[24]。
  - 5月30日 - 北都高速運輸倉庫との資本業務提携[25]。
  - 7月21日 - 雪国まいたけの株式49％を取得[26]。
  - 9月29日 - スシローグローバルホールディングス（現：FOOD & LIFE COMPANIES）および元気寿司との資本業務提携契約を締結[27]。
  - 10月1日 - 神明アグリを吸収合併[28]。

### 神明ホールディングス
- 2018年
  - 8月31日 - カネス製麺の株式取得、子会社化[29]。
  - 10月1日 - 純粋持株会社への再度移行[30]。
    1. 新設分割により、神明（3代）のグループ経営管理を除く一切の事業を神明（4代）へ承継。
    2. 分割後の神明（3代）は、株式会社神明ホールディングスへ商号変更。

  - 12月 - 成田市場青果（現：シティ青果成田市場）の株式取得、同社を子会社化[31][32]。
- 2019年
  - 2月12日 - 連結子会社の神明が、プランツラボラトリーとの業務提携契約を締結[33]。
  - 6月18日 - スシローグローバルHDとの資本業務提携を解消[34]。
  - 9月5日 - ビビッドガーデンとの間で、資本業務提携を締結[35]。
- 2020年
  - 3月 - 名水美人ファクトリーの株式取得、子会社化[36]。
  - 9月17日 - 雪国まいたけ（同日付で東証に再上場）を子会社化[37]。
  - 10月1日 - 連結子会社のモチクリームジャパン[注釈 3] が事業開始[38]。
  - 12月 - 東京中央青果との間で、資本業務提携を締結[39]。
  - 12月7日 - 連結子会社の神明が、高橋商事（北海道旭川市）および木徳神糧との合弁会社として、東日本農産を設立[40]。
- 2021年
  - 2月15日 - ショクブンの株式を追加取得（50.1%）、同社を連結子会社化[41]。
  - 10月4日 - 連結子会社の神明が、プランツラボラトリーの保有株式のすべてを売却[42]。
- 2022年
  - 6月 - まん福ホールディングスとの合弁会社として、RICE REPUBLICを設立[43]。
  - 12月6日 - 神果神戸青果との間で、資本業務提携を締結[44][45]。
- 2023年
  - 6月 - 連結子会社の神明が上野砂糖の全株式を取得[46]。
  - 9月1日 - 連結子会社の神明がSENTAN Pharma[注釈 4]との間で、資本業務提携を締結[47]。
  - 9月27日 - 連結子会社の神明がのりす（農業法人）との合弁会社として、神明アグリイノベーション（2代）を設立[48]。
- 2024年
  - 3月1日 - 連結子会社の神明が、神明米粉を吸収合併[49]。
  - 3月27日 - 熊本大同青果との間で、農産物流通における業務提携を締結[50]。
  - 3月28日 - エア・ウォーター及びベジテックとの資本業務提携を締結すると共に、デリカフーズホールディングスとの業務提携を締結[51]。
  - 4月3日 - 連結子会社の中島が、神明育種研究所に商号変更[52]。
- 2025年
  - 3月28日 - 連結子会社のコメックス（旧Shinmei Delica）の全株式を、食品スーパー「ロピア」を運営するOICグループに譲渡[53]。
  - 4月1日 - 連結子会社の神明が、同じく連結子会社の神明ロジスティクスを吸収合併[54]。
  - 7月29日 - 株式会社舞台ファームと業務提携を締結[55][56][57]。

## グループ拠点
以下は、事業子会社である神明（4代）の拠点である。

### 工場
- 関東工場・埼玉サイロ（埼玉県本庄市）
- 東京工場（埼玉県川口市）
- 西宮浜工場・西宮サイロ（兵庫県西宮市）
- 阪神工場（兵庫県西宮市阪神流通センター内）
- 中四国工場（広島県尾道市）
- 九州工場・九州サイロ（佐賀県鳥栖市）
- 富士御殿場工場（静岡県御殿場市）

### 営業所・拠点
- 東北営業所（宮城県仙台市）
- 西日本営業部（兵庫県神戸市）
- 中部営業所（愛知県津島市）
- 九州営業部（佐賀県鳥栖市）
- 広島営業所（広島県尾道市）

## 神明ホールディングスグループ
参照：
≪RICE（米穀・米飯加工事業）≫
- 株式会社神明 - 米穀・米飯加工事業の中核企業

| - カネス製麺株式会社 -「播州そうめん」などの製造販売 - 浜松米穀株式会社 - 米穀麦類、その他食糧の売買 - 株式会社あかふじファーム菊川ラボ - 農場の運営など - Shinmei Asia Limited - 食糧・食品の販売 |  | - モチクリームジャパン株式会社 -「モチクリーム」などチルド洋菓子の製造販売 - 株式会社神明育種研究所 - 水稲の育種など - Shinmei U.S.A. CORPORATION - 米穀の輸出入など - Chengdu Eichong Food Co., Ltd. - 米穀の製造など - 東日本農産株式会社 - 米穀の仕入れ及び集荷など |

| - 株式会社ウーケ - 無菌包装米飯メーカー |  | - 株式会社神明アグリイノベーション - 農業人材育成に向けた教育および指導など |

≪FRUITS AND VEGETABLES（青果事業）≫
- 東果大阪株式会社 - そ菜、果実類およびその加工品の生産・販売など

| - 株式会社ジーアンドアール - 青果物の卸売業 - 株式会社TKファーム - 農産物の生産・販売 |  | - 株式会社一品一会 - 青果物の販売店、飲食店の運営 |

- 東京中央青果株式会社 - 青果物卸売業を担う子会社の統括

| - 東京シティ青果株式会社 - 大同印岡山大同青果株式会社 |  | - シティ青果成田市場株式会社 |

- ユキグニファクトリー株式会社【東証プライム・1375】（神明HD 50.05%）- キノコ事業、その他食品事業
  - 瑞穂農林株式会社（ユキグニファクトリー 49.00%）- キノコ事業
  - Yukiguni Maitake Netherlands Holdings B.V.（ユキグニファクトリー 80.00%）- オランダ事業子会社の統括
    - Oakfield Champignons B.V. - キノコ事業
    - Yukiguni Maitake Netherlands Real Estate B.V. - 不動産管理事業

| - 株式会社MPFシステム - 青果店の営業およびフランチャイズ展開 |  | - 名水美人ファクトリー株式会社 -「名水美人」ブランド（もやし・カット野菜）の展開 |

≪FISHERIES（水産事業）≫
| - 株式会社神戸まるかん - 水産物を中心とした食品の製造販売 - 煙台緑美食品有限公司 - 中国における食品加工事業 |  | - 株式会社ゴダック - 高級水産物を対象とした貿易商社 |

≪HOME-MEAL REPLACEMENT RESTAURANT（中食・外食事業）≫
- 株式会社Genki Global Dining Concepts【東証スタンダード・9828】（神明HD 40.80%[注釈 5]）- 寿司レストランチェーン「魚べい」「元気寿司」「千両」の運営
  - GENKI SUSHI USA, INC. - アメリカ国内における寿司レストランの展開

- 株式会社ショクブン【東証スタンダード/名証メイン・9969】（神明HD 50.55％）- 食材宅配サービス
  - 株式会社食文化研究所 - PB商品の研究開発など

- RICE REPUBLIC株式会社 - おにぎり専門店「TARO TOKYO ONIGIRI」の運営など

≪GENERAL FOOD（一般食品事業）≫
| - 株式会社フロレスタ - ドーナツ専門店（直営店・FC）の展開 |  | - 上野砂糖株式会社 - 焚黒糖、黒蜜、きび糖などの製造 |

## テレビ番組
- 日経スペシャル カンブリア宮殿 回転寿司からユニーク炊飯器まで！ コメのプロ集団の革新的おいしい米ビジネス（2017年9月21日、テレビ東京）[60]

## 広報活動

### 提供番組
- 新説!所JAPAN（関西テレビ）
- おはようパーソナリティ道上洋三です→おはようパーソナリティ小縣裕介です（月 - 木曜日）/おはようパーソナリティ古川昌希です（金曜日） - 朝日放送ラジオで平日7時の時報スポンサー。
- 高田文夫のラジオビバリー昼ズ - ニッポン放送で平日12時の時報スポンサー。

他に、サンテレビなどでスポットCMの放送あり。